# John Lauridsen
John Mikkelsen Lauridsen (Ribe, 2 april 1959) is een voormalig voetballer uit Denemarken, die speelde als middenvelder. Hij beëindigde zijn loopbaan in 1993 bij de Deense club Esbjerg fB.

## Clubcarrière
Lauridsen bracht het grootste deel van zijn loopbaan door in Spanje, waar hij speelde voor Espanyol en CD Málaga. Hij beëindigde zijn carrière bij de club waar hij ook was begonnen als profvoetballer: Esbjerg fB.

## Interlandcarrière
Lauridsen speelde in totaal 27 officiële interlands (drie goals) voor Denemarken. Onder leiding van de Duitse bondscoach Sepp Piontek maakte hij zijn debuut op 12 augustus 1981 in de wedstrijd tegen Finland (1-2) in Tampere, net als Steen Hansen (Hvidovre IF), Michael Manniche (Hvidovre IF) en Vilhelm Munk Nielsen (Odense BK). Lauridsen nam in dat duel de eerste treffer van de Denen voor zijn rekening en moest na 88 minuten plaatsmaken voor Steen Hansen.

## Erelijst
Esbjerg fB
- Deens landskampioenschap

1979
 Espanyol
- UEFA Cup

1988